# Vemmenhögs, Ljunits och Herrestads häraders tingslag
Vemmenhögs, Ljunits och Herrestads häraders tingslag var mellan 1878 och 1967 ett tingslag i Malmöhus län. Tingsplatsen var Ystad. Tingslaget utgjorde  en egen domsaga, Vemmenhögs, Ljunits och Herrestads häraders domsaga och omfattade de socknar som ingick i häraderna med avvikelser vissa tider enligt nedan.

## Administrativ historik
Tingslaget bildades 1878 genom sammanslagning av Vemmenhögs tingslag, Ljunits härads tingslag och Herrestads härads tingslag och häradsrätten säte var Ystad. Ystads rådhusrätt införlivades i häradsrätten 1961 och dess domkrets i detta tingslag. 1967 överfördes till Oxie och Skytts häraders tingslag Börringe socken och de socknar som samtidigt uppgick i Trelleborgs stad.
1 juli 1967 övergick resten av tingslaget till Ystads domsaga och häradsrätten ombildades till Ystads domsagas häradsrätt, från 1971 Ystads tingsrätt.